# Aérodrome de Montbéliard - Courcelles
L’aérodrome de Montbéliard - Courcelles ou Aérodrome du Pays de Montbéliard (code OACI : LFSM) est un aérodrome ouvert à la circulation aérienne publique (CAP), situé sur la commune de Courcelles-lès-Montbéliard à 2 km au sud de Montbéliard dans le Doubs (région Bourgogne-Franche-Comté, France).
Il est utilisé pour le transport aérien (national et international) et pour la pratique d’activités de loisirs et de tourisme (aviation légère, hélicoptère, parachutisme et aéromodélisme).

## Histoire

### Les débuts de l'hélicoptère
Le 4 mai 1924, Étienne Oehmichen effectue le premier kilomètre en hélicoptère à décollage et atterrissage vertical, en circuit fermé sur ce qui deviendra quelques années plus tard, l'aérodrome de Courcelles. Cette réussite lui vaudra un prix de 90 000 Francs du service technique de l’aéronautique, lui permettant de rembourser Peugeot qui l'avait subventionné dans la création de cet appareil. C'est l'un des pères de l'hélicoptère moderne et un pionnier qui fera avancer la recherche et le développement des aéronefs à voilure tournante.

### L'histoire de l'aérodrome
- 1933 : Création de l'aérodrome par Henri SCHWANDER
- 1961 : Construction du bureau de piste, du Club House et  d’un atelier mécanique par l’aéroclub
- 1962 : Implantation du premier distributeur (volucompteur)  en carburant aéronautique (essence 100/130 octane)
- 1963 : Réalisation d’une aire revêtue en enrobés (parking)  devant le nouveau hangar par les Ponts et Chaussées
- 1964 : Extension des parkings (avions et autos) en enrobés
- 1964 : Ouverture de l'aérodrome au traffc international
- 1970 : Construction de la première piste en dur d’une  longueur totale de 1400 mètres (sur 20 mètres de large) et de ses 2 taxiways. L’aérodrome  prend une nouvelle dimension et sa nouvelle piste revêtue permet d’accueillir  l’aviation d’affaire et commerciale.
- 1971 : La plate forme dispose désormais d’une station  essence aviation. L’aérodrome peut ainsi jouer un rôle de service public en  ravitaillant les aéronefs basés mais également les avions de passage.
- 1990 : La gestion de l’aérodrome est transférée à un  Syndicat Mixte.
- 1991 : Première réfection du revêtement de la piste et allongement de celle-ci aux deux extrémités passant de 1400m à 1700m de long
- 1993 : Inauguration du premier bâtiment (Aérogare)  construit par le gestionnaire de l’aérodrome (Syndicat Mixte). Ce bâtiment se  compose d’un bâtiment destiné à l’accueil des passagers et des équipages, mais  également pour assurer les missions de douanes et de filtration des bagages. Il  sera ajouté à ce bâtiment, lors de sa construction, une tour de contrôle.
- 1993 : Création du service AFIS
- 2001-2002 : Construction d’un hangar (1300 m²) par le  gestionnaire pour le stationnement d’avions commerciaux et d’avions privés
- 2002-2003 : Pose d’une clôture de sûreté sur la périphérie de  l’aérodrome (soit 4,5 km)
- 2003 : Construction du bâtiment SSLIA (Service de Sauvetage et  de Lutte contre les Incendies d’aéronefs). Ce bâtiment permet aux pompiers  d’aérodrome d’avoir leur propre local et de remiser le véhicule de piste, les  matériels d’entretien, ainsi que le premier véhicule d’intervention (VIP)
- 2004 : remplacement en juillet du VIP par un nouveau  véhicule plus puissant et d’une capacité d’extinction plus importante (VIM 24  2.5). Cet engin permet d’assurer la protection incendie des niveaux 2 et 4 sur  la plate forme.
- 2004 : Construction du nouveau Para Club et de son école  de parachutisme
- 2006-2007 : Construction du nouveau Club House de l’aéroclub du  Pays de Montbéliard
- 2007 : Centenaire de l’hélicoptère concrétisé par un  championnat d’Europe d’hélicoptère. Cette manifestation a regroupé une  trentaine d’équipage (soit 25 machines). Les épreuves de précision ont été  réalisées dans l’emprise de l’aérodrome pendant plusieurs journées. Ce  championnat a été clos par un grand meeting aérien le samedi 7 juillet
- 2010 : réfection de la couche de  roulement de la piste en dur et son élargissement à 23 mètres. Le balisage  lumineux (réseau enterré et câblage) ainsi que les marques de la piste sont  refaits à neuf[3].
- 2012 : Réfection des parkings et aires de stationnements

En 2019, l'aérodrome est le point de départ de la coupe aéronautique Gordon Bennett.

## Installations

### Piste(s)
L’aérodrome dispose de deux pistes orientées est-ouest (08/26) :
- une piste bitumée longue de 1 700 mètres et large de 23. Elle est dotée :
  - d’un balisage diurne et nocturne,
  - d’un indicateur de plan d’approche (PAPI) pour le sens d’atterrissage 26,
  - Balisage Lumineux : BI - PAPI - Feux à éclats[4]
- une piste en herbe longue de 855 mètres et large de 50.

### Prestations
L’aérodrome n’est pas contrôlé mais dispose d’un service d’information de vol (AFIS). Le service AFIS est opérationnel du Lundi au Vendredi, de 8h à 12h et de 14h à 18h. Les communications s’effectuent sur la fréquence de 132,025 MHz. Il est agréé pour le vol à vue (VFR) de nuit et le vol aux instruments (IFR).
S’y ajoutent :
- une aire de stationnement de 25 000 m2[5];
- une aérogare de 150 m2 (capacité de traitement de 150 000 passagers par an) ;
- des hangars ;
- une station d’avitaillement en carburant (100LL, Jet A1 et un autre type de carburant toujours en discussion prochainement)[6]
- Un service SSLIA possédant un VIM 24 2.5, un camion incendie spécialisé fonctionnant du Lundi au Vendredi de 8h à 12h et 14h à 18h (Niveau 2) ou en dehors de ces horaires, sur demande (Niveau 4).

En Mai 2020, le groupe pétrolier Avia a annoncé investir dans l'aérodrome de Courcelles-lès-Montbéliard à hauteur de 100'000 Euros. Cela mènera à une modernisation des installations de ravitaillement et une baisse des prix à la pompe anciennement géré par le Syndicat Mixte de l'aérodrome du Pays de Montbéliard. Il y aura également 3 types de carburant proposé contre 2 actuellement comprenant du Jet-A1, de l'Avgas ainsi qu'un troisième type de carburant toujours en discussion. La présence d'un terminal bancaire permettra le ravitaillement 24h/24 et 7j/7, en dehors des heures de fonctionnement du service AFIS ou du SSLIA pour les avions non-basés sur l'Aérodrome.

## Activités

### Transports
- Aerojet hélicoptère

### Loisirs et tourisme
- Aéro-club du Pays de Montbéliard
- Montbéliard parachutisme
- École de parachutisme Nord Franche-Comté
- Éole air passion
- Aérojet Hélicoptère
- ULM Montbéliard

### Associations
- Montbéliard Dassault 312

L'association "Montbéliard Dassault 312" est une association implanté sur l'Aérodrome de Courcelles-lès-Montbéliard. Elle maintient en état et fait voler un MD-312 immatriculé F-AZES. Ce dernier participe à toutes sortes de meetings aériens. Cet appareil est notamment unique car il a transporté le Général de Gaulle lors de ses tournées chez les militaires en Algérie d'où la croix de Lorraine présente sur l'empennage de l'appareil.

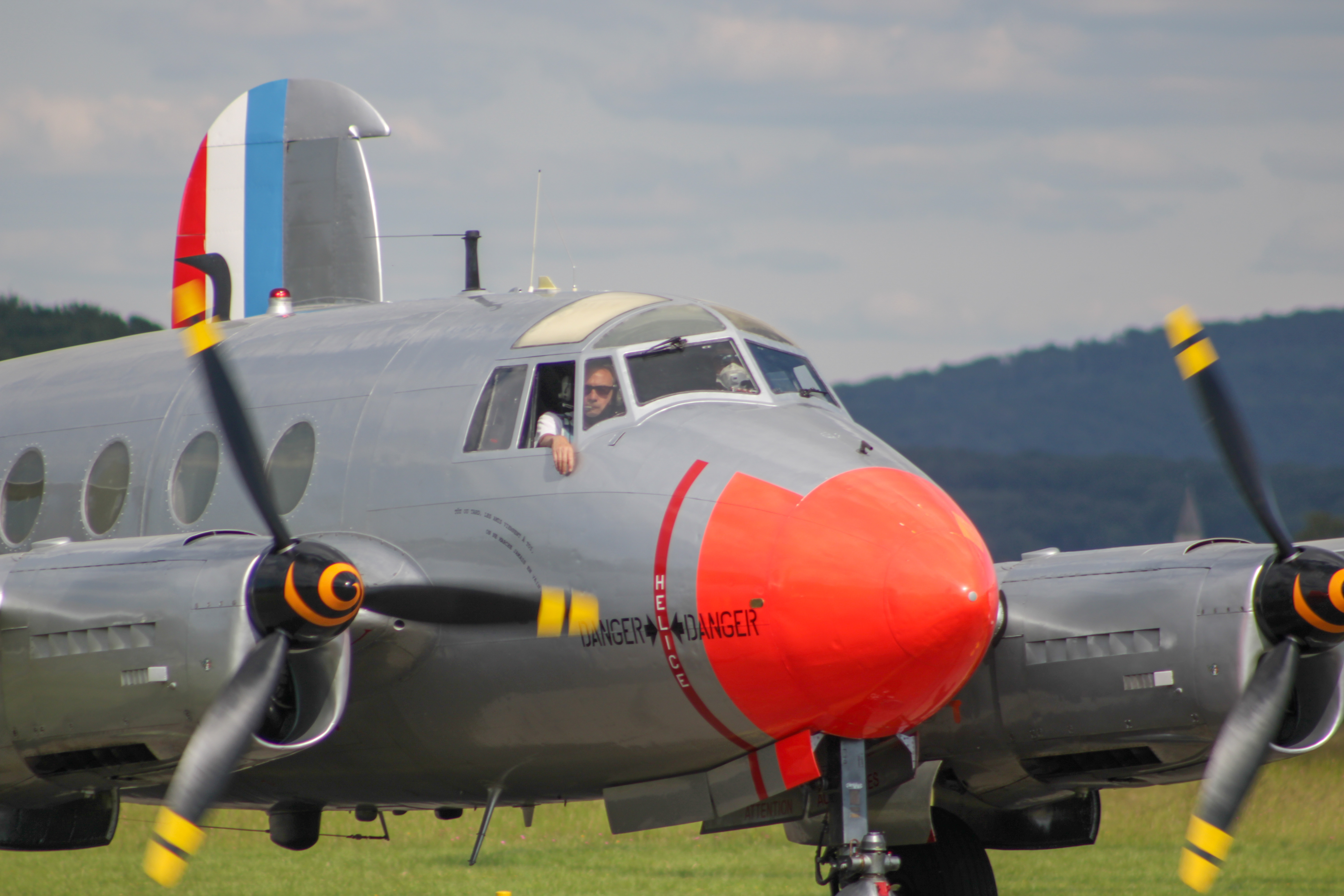
Le MD-312 F-AZES

## Webcam

### Caméra AXIS
Une caméra contrôlable à distance et libre d'accès, est présente au sommet de la tour de contrôle de l'aérodrome et est accessible ici.

## Accidents
20/06/2020 : Un C150 de l'Aéroclub du Pays de Montbéliard comportant à son bord deux personnes de 36 et 14 ans ont été légèrement blessés après le crash de leur avion à l’atterrissage. Les premiers éléments ferait état d'une panne sèche de carburant, quelques minutes avant l'atterrissage, revenant de Grenoble. L'appareil aurait heurté la cime des arbres en tentant de les éviter avant de décrocher et de s'écraser en début de piste 08. Les expertises pour déterminer les véritables circonstances et causes de l'accident sont toujours en cours à la date d'écriture de cet article (24/06/2020). Certaines informations venant de témoins oculaires sont donc susceptibles d'être incomplètes/erronées.
02/10/2014 : Un hélicoptère suisse de type EC-130 s'écrase dans le jardin d'une maison durant sa trajectoire d'approche pour l'aérodrome. Les conditions météorologiques étaient peu favorables et l'hélicoptère cherchait « une ouverture de la couverture nuageuse pour effectuer son atterrissage », selon le récit du vice-procureur. Le crash fera 5 victimes et plusieurs blessés graves. Le plan SATER (sauvetage aéro-terrestre) sera déclenché et de nombreux moyens techniques et humains seront mis en œuvre :
- 4 SMUR (Besançon, Montbéliard, Belfort, Mulhouse)
- 2 hélicoptères : Dragon 25 hélicoptère de la sécurité civile et REGA (hélicoptère suisse) soit 15 personnes
- 56 pompiers
- 19 gendarmes